# Rungradit Dechppakarn
Rungradit Dechppakarn (thailändisch รุ่งรดิศ เดชอุปการ, * 30. Januar 1999) ist ein thailändischer Fußballspieler.

## Karriere
Rungradit Dechppakarn steht seit mindestens 2021 beim Phrae United FC unter Vertrag. Der Verein aus Phrae spielt in der zweiten thailändischen Liga, der Thai League 2. Sein Profidebüt gab er am 31. März 2021 im Heimspiel gegen den Chainat Hornbill FC. Hier wurde er in der 77. Minute für den Brasilianer Carlos eingewechselt. Von Dezember 2021 bis Saisonende 2021/22 wurde er an den Drittligisten Nan FC ausgeliehen. Mit dem Verein aus Nan spielte er in der Northern Region der Liga. Im August 2022 wechselte er zum Drittligisten Nakhon Mae Sot United FC. Der Klub aus Mae Sot spielt ebenfalls in der Northern Region der Liga. Für Mae Sot bestritt er 14 Ligaspiele. Zu Beginn der Saison 2023/24 wechselte er im Juli 2023 zu seinem ehemaligen Verein, dem Zweitligisten Phrae United.